# Oberreitnau

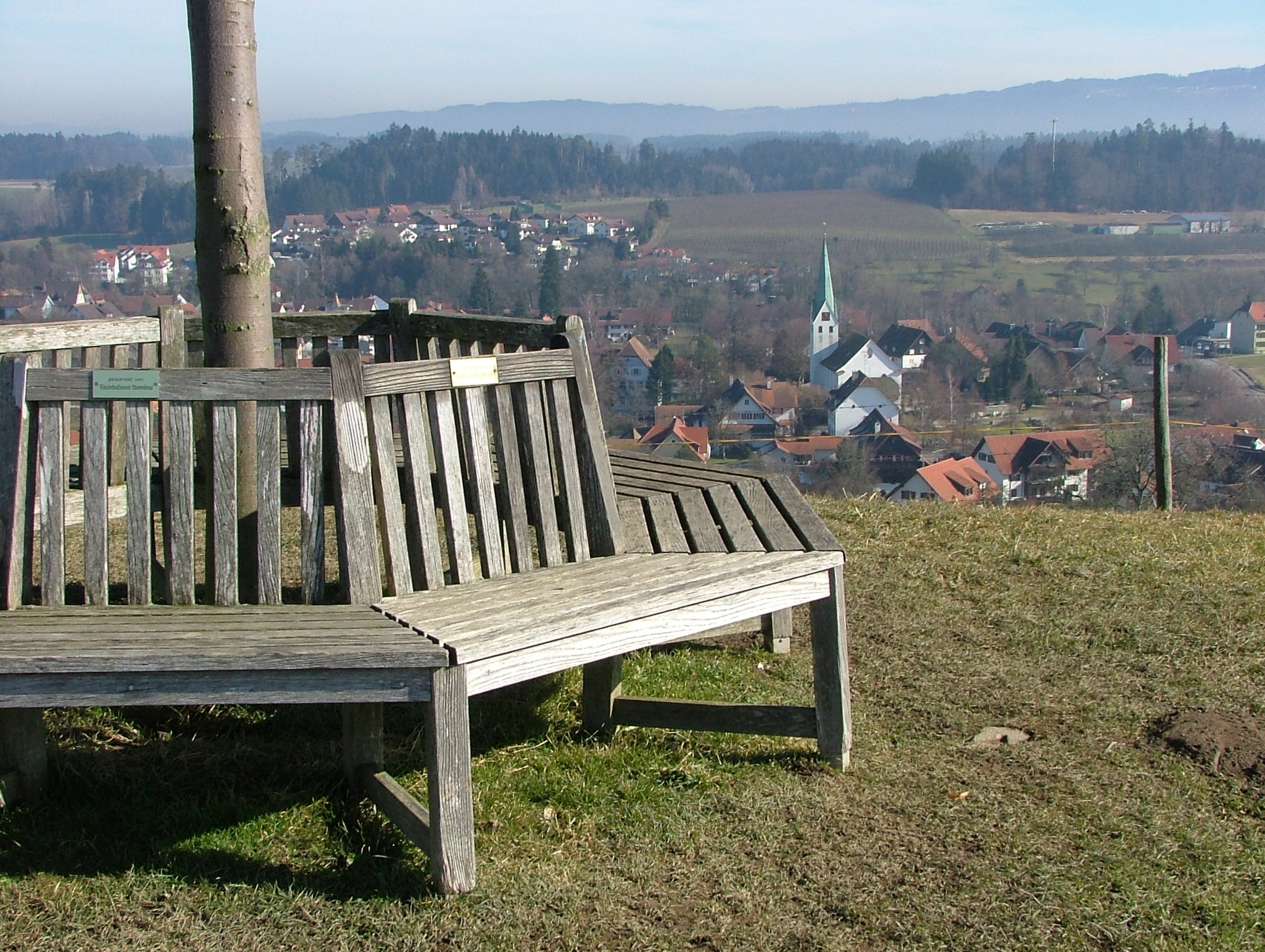
Blick vom Hangnach, einem Drumlin, auf Oberreitnau. Im Hintergrund Ausläufer des Pfänders und des Westallgäus.

Oberreitnau (mundartlich: Oberroədnao oder Oberroədnə) ist ein Pfarrdorf innerhalb des Stadtgebiets der bayerisch-schwäbischen Stadt Lindau (Bodensee).

## Geographie
Oberreitnau war lange Zeit eine unabhängige Gemeinde. Der Ort mit derzeit etwa 2500 Einwohnern ist immer noch dörflich geprägt. Der Ort selbst besitzt eine dem Heiligen Pelagius geweihte Pfarrkirche.
Oberreitnau ist von einigen Drumlins umgeben. Es liegt an der Bahnstrecke Buchloe–Lindau.

### Gemarkung
Die ehemalige Gemeinde und heutige Gemarkung Unterreitnau verfügt über eine Fläche von 954,02 Hektar.
Kleinere Ortsteile, zumeist Weiler in diesem Bereich sind Gitzenweiler, Goldschmidsmühle, Greit, Höhenreute, Hugelitz, Humbertsweiler, Lattenweiler, Oberrengersweiler, Sauters, Sulzenmoos, Waltersberg, Bahnholz, Dachsberg (früher Daxberg), Grünlach, Hangnach, Paradies und Sulzenberg.

### Nachbargemeinden
Im Norden grenzt die Gemarkung Oberreitnau an die baden-württembergische Gemeinde Achberg (Landkreis Ravensburg), im Osten an die Gemeinde Weißensberg. Im Süden und Westen liegen die Lindauer Stadtteile Hochbuch und Unterreitnau.

## Geschichte
Der Name Reitnau wurde im Jahr 805 erstmals urkundlich erwähnt. 
Ab 1325 ist das Geschlecht der Reitenau in Vorder- (oder Unter-) Raitenau nachgewiesen, zeitweilig auch in Ober-Raitenau. Diese wanderten in das heutige Allgäu ein, nachdem ihre alte Burg in der Schweizer Herrschaft Lenzburg durch die Habsburger gebrochen worden war.
Die von Reitenau verkauften 1375 ihre Wasserburg Unter-Raitenau an den Ravensburger Patrizier Hans Hübschlin. Johann Hans Rudolf von Raitenau war von 1507 bis 1523 Fürstabt des Fürststifts Kempten. Hans Gauzenz von Raitenau erhielt 1562 die „Burg Hofen“ als Österreichisches Lehen und ließ an dieser Stelle in den Jahren 1584/85 das Schloss Hofen in Lochau bauen. Wolf Dietrich von Raitenau (1559–1617) wurde auf Schloss Hofen geboren und war später Erzbischof von Salzburg (1587–1612). 1632 wurden die von Raitenau in den Grafenstand erhoben, 1671 erlosch schließlich das Geschlecht mit dem Tod von Rudolf Hannibal Graf von Raitenau (1632–1671).
Oberreitnau wurde 1802 bayerisch und 1818 entstand durch das Gemeindeedikt die Selbstverwaltungskörperschaft Gemeinde Oberreitnau.
Am 1. Juli 1971 wurde Oberreitnau im Zuge der Gemeindegebietsreform mit der Nachbargemeinde Unterreitnau zur Gemeinde Reitnau zusammengelegt, die am 1. Januar 1976 nach Lindau eingemeindet wurde.
Zum Zeitpunkt der Volkszählung am 25. Mai 1987 zählte die Bevölkerung des ehemaligen Gemeindegebiets 1586 Personen.

## Baudenkmäler
Siehe: Liste der Baudenkmäler in Oberreitnau

## Verkehr
Oberreitnau ist Endhaltestelle der Linie 2 des Stadtbus Lindau. Dort gab es eine Bahnhaltestelle an der Strecke Lindau–Hergatz–Memmingen/Kempten–Buchloe–München. Das dazugehörige Gebäude ist erhalten, der Haltepunkt soll nach jahrzehntelangem Auflassen instand gesetzt und wieder in Betrieb genommen werden.

## Einrichtungen
- Freizeitzentrum Oberreitnau (FZZ)

## Vereine
- Sportverein TSV 1921 Oberreitnau e. V.
- Tennisclub Oberreitnau e. V.
- Musikverein Oberreitnau
- Förderverein Freibad Oberreitnau
- Förderverein Grundschule Oberreitnau
- „Bommelmänner“ – Freunde des Kinderballs Oberreitnau
- Freiwillige Feuerwehr Oberreitnau e. V.

## Söhne und Töchter
- Johann Evangelist Lettenbauer (1883–1969), Opfer eines Justizirrtums
- Thomas Andergassen (* 1980), Kunstturner
- Valeria Kleiner (* 1991), deutsche Fußballspielerin